# Леконт Марія
Марія Леконт, до шлюбу Непеїна (нар. 12 березня 1970) — українська та французька шахістка, гросмейстер серед жінок (WGM, 2002). Триразова переможниця чемпіонату України із шахів серед жінок (1989, 1991, 1992), переможниця чемпіонату Франції із шахів серед жінок (2001), переможниця командного чемпіонату Європи з шахів серед жінок (2001).

## Кар'єра
Наприкінці 1980-х брала участь у фіналі Чемпіонату Радянського Союзу з шахів серед молоді. У 1990 році в Одесі виграла бронзову медаль на World University Championship з шахів. Тричі вигравала чемпіонат України з шахів серед жінок: 1989, 1991, 1992 років.
Представляє Францію з 1998 року. У 1999 році в Сент-Вінсенті брала участь у жіночому чемпіонаті світу з шахів у Західній Європі та розділила 2-3-тє місця (позаду Моніки Кальзетти Руїс), але програла додатковий матч за 2-е місце Йованці Гоускі з рахунком 1½:2½.
Виграла сім медалей на Чемпіонаті Франції з шахів серед жінок: золото (2001), 2 срібла (2008, 2009) і 4 бронзи (1999, 2005, 2006, 2010).
Марія Леконт виступала за Францію на жіночих шахових Олімпіадах:
- У 2000 році на першій дошці 34-ї шахової Олімпіади (жінки) у Стамбулі (+3, =6, -3),
- У 2002 році за третьою дошкою 35-ї шахової Олімпіади (жінки) в Бледі (+4, =3, -4),
- У 2006 році за другою дошкою 37-ї шахової Олімпіади (жінки) в Турині (+3, =2, -4),
- У 2008 році на резервній дошці 38-ї шахової Олімпіади (жінки) у Дрездені (+3, =4, -1).

Марія Леконт грала за Францію на командному чемпіонаті Європи з шахів серед жінок:
- У 2001 році брав участь у першій дошці на 4-му командному чемпіонаті Європи з шахів (жінки) у Леоні (+2, =1, -2) і виграв командну золоту медаль,
- У 2007 році на четвертій дошці 7-го командного чемпіонату Європи з шахів (жінки) в Іракліоні (+3, =3, -3),
- У 2009 році на резервній дошці на 8-му командному чемпіонаті Європи з шахів (жінки) у Нові-Саді (+4, =0, -2),
- У 2011 році за резервною дошкою на 9-му командному чемпіонаті Європи з шахів (жінки) в Порто-Каррас (+2, =2, -1).

У 2002 році отримала титул жіночого гросмейстера ФІДЕ (WGM).